# دادگاه صدارت عظمی ایالت دلاور

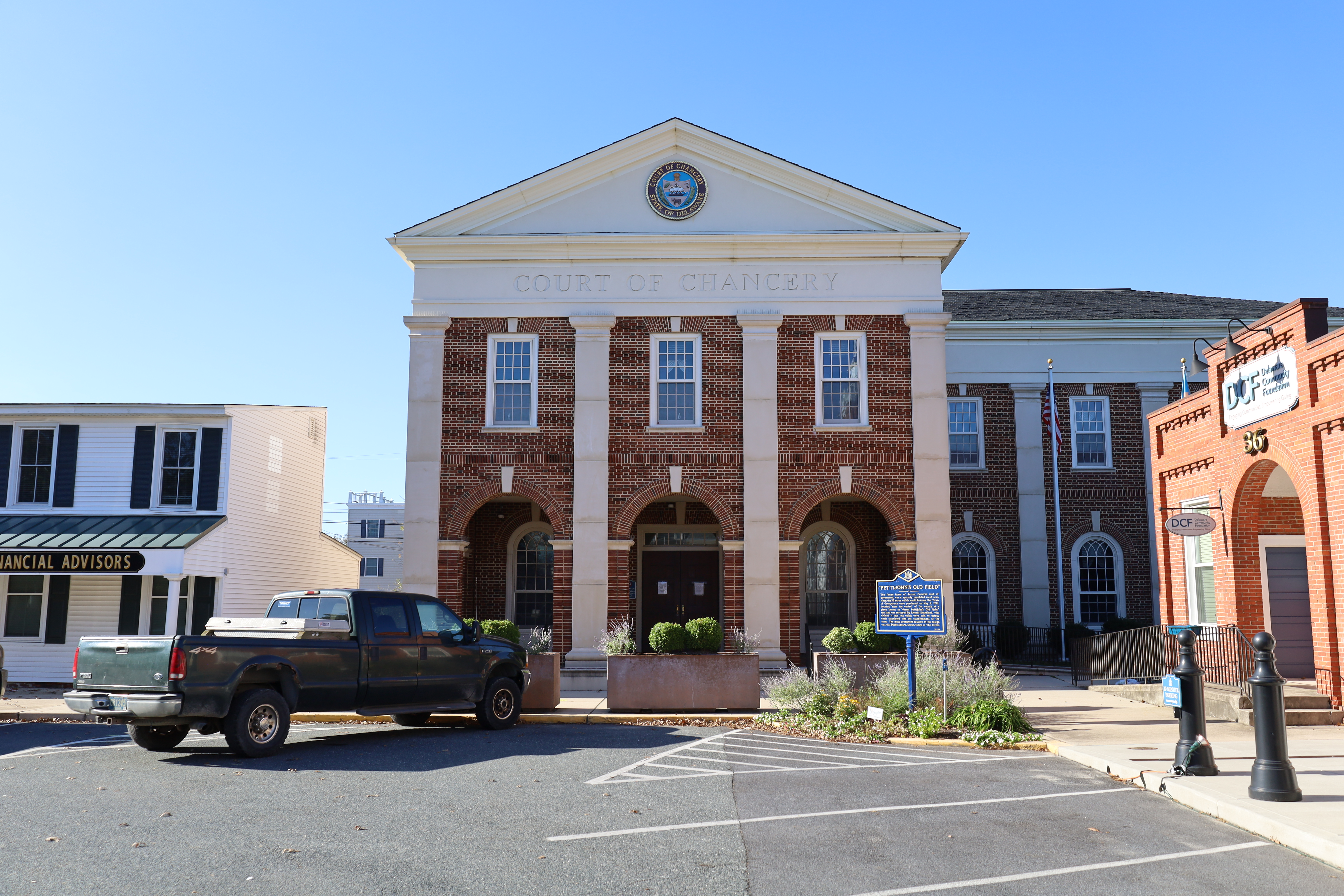
نمای یکی از سه شعب دادگاه صدارت عظمی ایالت دلاور - ۲۰۲۰

دادگاه صدارت عظمی ایالت دلاور (انگلیسی: Delaware Court of Chancery) نوعی دادگاه انصاف(در مقابل کامن لو) در ایالت دلاور است این دادگاه یکی از سه قسم محاکم قانون اساسی در ایالت دلاور را تشکیل می‌دهد دو قسم دیگر دیوان عالی و دادگاه حاکم ایلت دلاور هستند دادگاه بر اساس قانون اساسی قوانین موضوعه و سوابق آراء اتخاذ تصمیم می نماید در این دادگاه ژوری وجود ندارد و قضات حرفه ای به حل و فصل دعاوی می پردازند.